# Opmerckelijk verhael
Opmerckelijk verhael is een hoorspel van Dick Dreux. De VARA zond het uit op woensdag 3 mei 1961. De muzikale illustraties werden op het klavecimbel gespeeld door Jan C. Hubert, die ook de regie voerde. De uitzending duurde 52 minuten.

## Rolbezetting
- Constant van Kerckhoven (kapitein Ewout Aebelsz. Gram)
- Harry Bronk (kapitein Pieter Ewoutsz. Gram, zijn zoon)
- Nel Snel (Liesbeth, zijn vrouw)
- Dries Krijn (admiraal De Ruyter)
- Tonny Foletta (kapitein Barent Jol)
- Dick Scheffer (de fiscaal)
- Corry van der Linden (Machteld Jorisdochter)
- Hans Veerman & Dick van ’t Sant (de matrozen)
- Donald de Marcas (de schrijver)
- Jos Brink, Chiel de Kruijf, Hans Karsenbarg & Hans Simonis (kapiteins en scheepsvolk)

## Inhoud
Er wordt gezegd dat de Engelsen de Nederlandse vloot stukgeschoten hebben en Machteld komt aan Liesbeth, de vrouw van de kapitein van “Het gouden Paerd” (dat net ernstig beschadigd binnenloopt) smeken om haar te vertellen wat zij weet, want Thijs, haar man, is lid van de bemanning. Kapitein Ewout komt thuis en weigert hardvochtig iets te zeggen. In plaats daarvan gaat hij dadelijk naar boven om zijn zoon Pieter te halen. Die is met zijn schip de strijd ontvlucht en zijn vader wil hem nu naar de krijgsraad brengen…